# ويليام سميث اوبراين
وليام سميث أوبراين (بالأيرلندية: William Smith O’Brien) (و. 1803 – 1864 م) هو سياسي أيرلندي، توفي في بانجور عن عمر يناهز 61 عاماً.

## مناصب
تولى منصب عضو برلمان المملكة المتحدة الـ15 (29 يوليو 1847–30 مايو 1849)
- عضو برلمان المملكة المتحدة الـ14 (29 يونيو 1841–23 يوليو 1847)
- عضو برلمان المملكة المتحدة الـ13 (24 يوليو 1837–23 يونيو 1841)
- عضو برلمان المملكة المتحدة الـ12 (6 يناير 1835–17 يوليو 1837).

## التعليم
تعلم في كلية الثالوث، كامبريدج (منذ 1821).

## روابط خارجية
- ويليام سميث اوبراين على موقع الموسوعة البريطانية (الإنجليزية)